# Fotbalová federace Austrálie
Fotbalová federace Austrálie (Football Federation Australia; FFA) je řídícím orgánem fotbalu, futsalu a plážového fotbalu v Austrálii. FFA sídlí v Sydney. Ačkoli první sportovní orgán tohoto sportu byl založen v roce 1911, FFA v jeho současné formě byla založena až v roce 1963 (jako Australská fotbalová federace; Australian Soccer Federation), později přeformulována v roce 2003 (jako Australská fotbalová asociace; Australian Soccer Association) a poté v roce 2004 přejmenována na Fotbalovou federaci Austrálie.
FFA dohlíží na mužské, ženské, mládežnické, paralympijské, plážové a futsalové národní týmy v Austrálii, národní tréninkové programy a státní instituce pro sport. Sankcionuje profesionální, poloprofesionální a amatérský fotbal v Austrálii. FFA rozhodla o opuštění fotbalové konfederace Oceánie (OFC), které byl zakládajícím členem, a dne 1. ledna 2006 se stala členem Asijské fotbalové konfederace (AFC).

## Historie
Počátky FFA spočívají již v roce 1911, kdy vznikla Commonwealth Football Association. Tento orgán byl poté nahrazen australskou fotbalovou asociací fotbalu (Australian Soccer Football Association), která vznikla v roce 1921 se sídlem v Sydney. Australská fotbalová asociace pro fotbal obdržela po čtyřiceti letech od svého vzniku předběžné členství v FIFA a to v listopadu 1954, což bylo potvrzeno v červnu 1956, nicméně v roce 1960 se asociace rozpustila poté, co byla pozastavena její činnost v FIFA pro nezákonné získávání hráčů hráčů ze zámoří. V roce 1961 byla Australská fotbalová federace (ASF) založena jako potenciální nástupce bývalého řídícího orgánu pro sport. Toto sdružení však bylo odmítnuto, když žádalo o opětovné přijetí do FIFA, dokud nebudou uhrazeny pokuty, což bylo později provedeno v roce 1963, kdy došlo i k přijetí nového národního orgánu zpět do FIFA.
Oddělená od mezinárodního fotbalu, Austrálie opakovaně požádala o vstup do Asijské fotbalové konfederace v roce 1960 a v roce 1974, ale ve všech žádostech byla odmítnuta. Austrálie s Novým Zélandem nakonec založili v roce 1966 Oceánskou fotbalovou federaci (nyní Fotbalovou konfederaci Oceánie). Austrálie rezignovala jako člen OFC v roce 1972, aby se stala členem AFC, ale vrátili se v roce 1978.
V roce 1995 Australská fotbalová federace formálně změnila svůj název na Fotbal Austrálie.
V roce 2003, poté co se Austrálie nedokázala kvalifikovat na Mistrovství světa FIFA v roce 2002, padla obvinění na Soccer Australia z podvodu a špatného hospodaření i ze strany australského tisku, včetně ABC. Fotbal Austrálie pověřil nezávislým prošetřením, známým jako Crawfordova zpráva, v důsledku hrozby australské vlády o stažení finančních prostředků do sportu. Australská vláda se nemohla angažovat, protože jakýkoli politický zásah by představoval porušení stanov FIFA. Závěr zprávy byl kriticky rozveden správní radou Soccer Australia, která věřila, že doporučení obsažená v této zprávě je nemožné provést. Zpráva doporučila, mimo jiné, reorganizaci řídícího orgánu s prozatímní komisí vedenou předním obchodníkem Frankem Lowym. Asi tři měsíce poté, co byl Lowy jmenován, Soccer Australia byl uveden do likvidace a byla vytvořena Australská fotbalová asociace (ASA) nezahrnující doporučení Crawfordovy zprávy a účinně zrušila všechny strany, které se zajímají o Soccer Australia. Australská vláda poskytla ASA přibližně 15 milionů dolarů.
1. ledna 2005 se ASA přejmenovala na Fotbalovou federaci Austrálie (FFA), která se vyrovnává s obecným mezinárodním užíváním slova "football" přednostně před "soccer", a také se od sebe oddělili nedostatky staré fotbalové Austrálie. Vymyslela se fráze "starý fotbal, nový fotbal", aby to bylo zdůrazněno.

Dne 1. ledna 2006 se Fotbalová federace Austrálie přemístila z OFC do AFC. Tento krok byl jednomyslně schválen Výkonným výborem AFC dne 23. března 2005 a schválen OFC 17. dubna. Výkonný výbor FIFA schválil tento krok dne 29. června 2005 a poznamenal, že "jelikož všechny zúčastněné strany ... souhlasily s touto cestou, případ nemusel být projednáván kongresem FIFA" a smlouva byla jednomyslně ratifikována AFC dne 10. září 2005. FFA doufal, že tento krok poskytne Austrálii spravedlivější šanci na kvalifikaci na Mistrovství světa FIFA a umožní klubům A-League soutěžit v Lize mistrů AFC, čímž se zlepší standard australského fotbalu na mezinárodní i klubové úrovni s lepší konkurencí v regionu.
V únoru 2008 FFA oficiálně oznámila svůj záměr podat požadavek na uspořádání MS v roce 2018, MS v roce 2022 a Asijský pohár AFC v roce 2015. V roce 2010 rozhodlo FFA o zrušení žádosti o pořádání MS v roce 2018, místo toho se zaměřilo na nabídku na turnaj v roce 2022.  FFA neuspělo se svou nabídkou ve výši 45,6 milionu dolarů na Mistrovství světa v roce 2022, protože získal pouze jediný hlas od výkonného ředitele FIFA.
V roce 2013 byla Austrálie přijata jako řádný člen do fotbalové federace ASEAN (AFF) poté, co se v roce 2006 formálně připojila jako pozvaný člen k regionálnímu orgánu.

Dne 29. ledna 2015 po porážce Iráku a Spojených arabských emirátů v roce 2015 v Asijském poháru AFC se členové západoasijské fotbalové federace údajně snažili o vyhození Austrálie z AFC kvůli tomu, že "Austrálie těžce těží ze začlenění mezi asijské týmy ".

## Administrativa

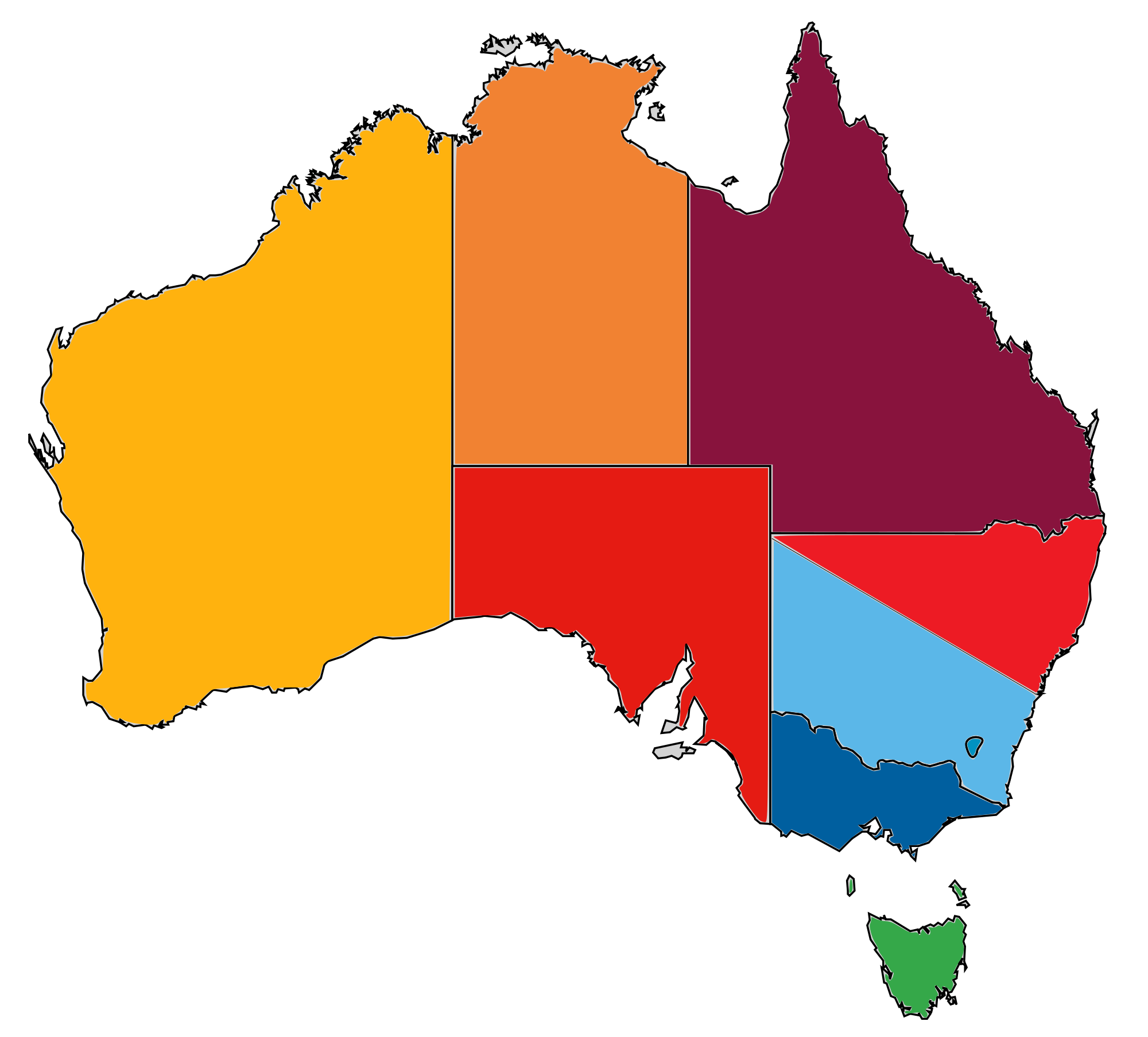
Schéma znázorňující devět členských federací FFA.

Fotbal v Austrálii používal federální model národních, státních a území řídících orgánů od založení prvního státního útvaru v New South Wales v roce 1882. Místní asociace a regionální zóny byly zřízeny uvnitř států a území tak, jak se fotbal rozšiřoval a vznikaly v průběhu let neformální skupiny klubů, až byly zakládány formální struktury. Dnes existuje jeden národní řídící orgán, devět federací států a území a více než 100 okresních, regionálních a místních zón a sdružení.
- Capital Football
- Northern NSW Football
- Football NSW
- Football Federation Northern Territory
- Football Queensland
- Football Federation South Australia
- Football Federation Tasmania
- Football Federation Victoria
- Football West

## Struktura společnosti

### Správní rada
| Úřad          | Jméno            | Obsazení        |
| ------------- | ---------------- | --------------- |
| Předseda      | Steven Lowy      | 2015–současnost |
| Místopředseda | Brian Schwartz   |                 |
| Ředitel       | Moya Dodd        |                 |
| Ředitel       | Joseph Healy     |                 |
| Ředitel       | Chris Rex        |                 |
| Ředitel       | Peter Tredinnick |                 |
| Ředitel       | Phillip Wolanski |                 |

### Vedoucí pracovníci
- David Gallop – Výkonný ředitel
- John Kelly – Výkonný ředitel (alternativa)
- Han Berger – Národní technický ředitel
- Greg O'Rourke – Šéf Hyundai A-League
- Luke Casserly – Vedoucí národních her
- Emma Highwood – Vedoucí místních fotbalových asociací
- Kyle Patterson – Vedoucí oddělení pro podnikání a komunikaci
- Jo Setright – Vedoucí oddělení pro právní a obchodní záležitosti a bezúhonnost
- David Tucker – Vedoucí obchodních operací

## Soutěže
FFA pořádá několik národních soutěží se státními soutěžemi organizovanými příslušnými státy, které řídí fotbalová federace.
- A-League
- FFA Cup
- National Premier Leagues
- W-League
- National Youth League
- FFA State Institute Challenge
- F-League